# شورهم، ویکتوریا
شورهم (به انگلیسی: Shoreham) یک شهرک در استرالیا است که در ویکتوریا (استرالیا) واقع شده‌است.